# Pavao Ritter Vitezović
Pavao Ritter Vitezović (ur. 7 stycznia 1652 w Senju, zm. 20 stycznia 1713 w Wiedniu) – chorwacki pisarz, filolog, historyk, językoznawca i publicysta. Był zwolennikiem jedności południowej Słowiańszczyzny (rozumianej jako Chorwacja), a także prekursorem ideologii wielkochorwackiej.

## Twórczość
Pavao Ritter Vitezović znany jest z dzieł historycznych, pisanych w języku chorwackim takich jak Kronika aliti spomen vsega svijeta vikov (Zagrzeb, 1696) oraz po łacinie: m.in. Croatia rediviva regnante Leopoldo Magno caesare (Zagrzeb, 1700), Stemmatographia sive armorum Illyricorum delineatio (Wiedeń, 1701), Plorantis Croatiae saecula duo (Zagrzeb, 1703), Bossna captiva, sive regnum et interitus Stephani ultimi Bossnae regis (Trnawa, 1712).
Napisał także poemat Odiljenje sigetsko (Linz, 1684), przedstawiający bohaterską obronę Szigetváru przez bana Miklósa Zrínyiego oraz słownik łacińsko-chorwacki Lexicon Latino-Illyricum (w rękopisie).
Jego prace wywarły wpływ na kształtowanie się świadomości historycznej Serbów – był autorem pierwszej systematycznej historii Serbii – Serbiae Illustratae Libri Octo (w rękopisie).

## Poglądy
Uważał, że wszyscy Słowianie (także ci zamieszkujący tereny inne niż Bałkany) wywodzą się od Chorwatów, a ci zaś są potomkami starożytnych Ilirów. Na północ od Dunaju wyróżniał Chorwację Północną (Croatia Septemtrionalis), a na południe od niego Chorwację Południową (Croatia Meridionalis), dzielącą się na dwie części: Chorwację Białą (Croatia Alba) i Chorwację Czerwoną (Croatia Rubea).
Przodkami Chorwatów zamieszkujących tereny Chorwacji Północnej byli jego zdaniem Biali Chorwaci (w źródłach bizantyńskich zwani Belohrobatoi), zamieszkujący we wczesnym średniowieczu tereny położone w dorzeczu górnej Wisły i górnego Dniestru.